# 王树亭
王樹亭（1905年－1980年），原名仰全，日治時期易名純德，號樹亭，廣東澄海人，新加坡先驅書畫家，以工筆重彩山水、人物及花鳥畫著稱，兼擅書法，被視為新加坡第一代書畫家代表之一。

## 生平

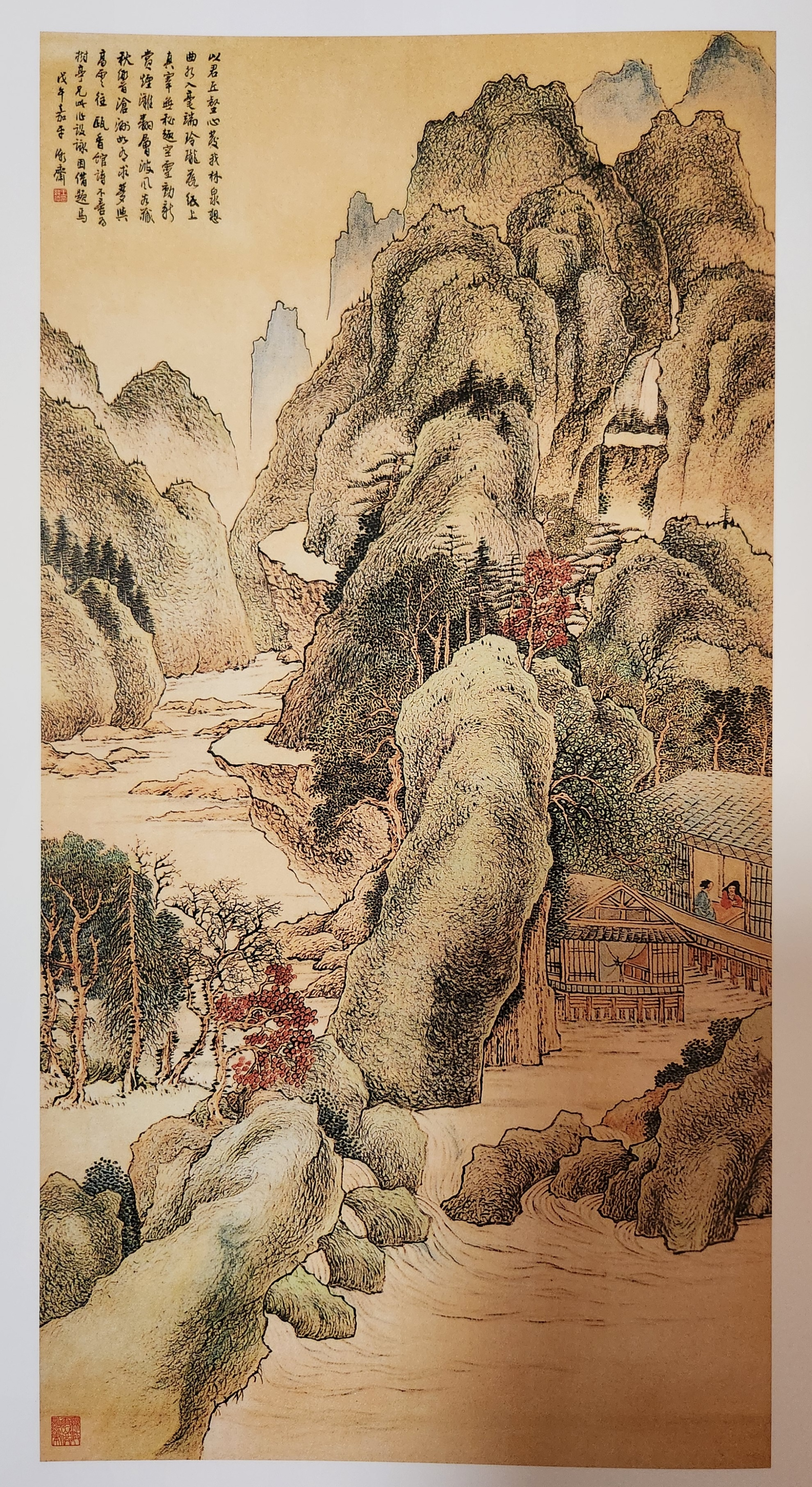
王樹亭《丘壑林泉圖》

王樹亭生於廣東澄海書香世家，師從族叔清末秀才王佐時，研習書畫。青年時期任潮安自強學校教席，後因戰亂南渡新加坡，初期從事私塾教育，後迫於生計轉任魚商公益所秘書，工餘堅持書畫創作。1960年代起專注藝術，融合宋元技法與明清風格，形成獨特畫風。  其子王蓮齋承襲家學，於1970年代在新加坡「書城」創辦金石書畫社，該社匾額由杭州書法大家沙孟海題寫，成為南洋書畫界重要交流據點。

## 藝術風格

### 繪畫
其山水畫法度嚴謹，代表作《桃花源圖》以煙霞蒼山營造隱逸意境；人物畫如《仕女合奏圖》筆觸清雅，新加坡金石書畫家施香沱評其「書卷氣盎然於楮墨之外」。  王氏晚年受其子王蓮齋啟發，「盡棄叔祖王佐時之畫法，上溯宋元，別開局面」，此舉被比擬為王獻之勸王羲之變法。

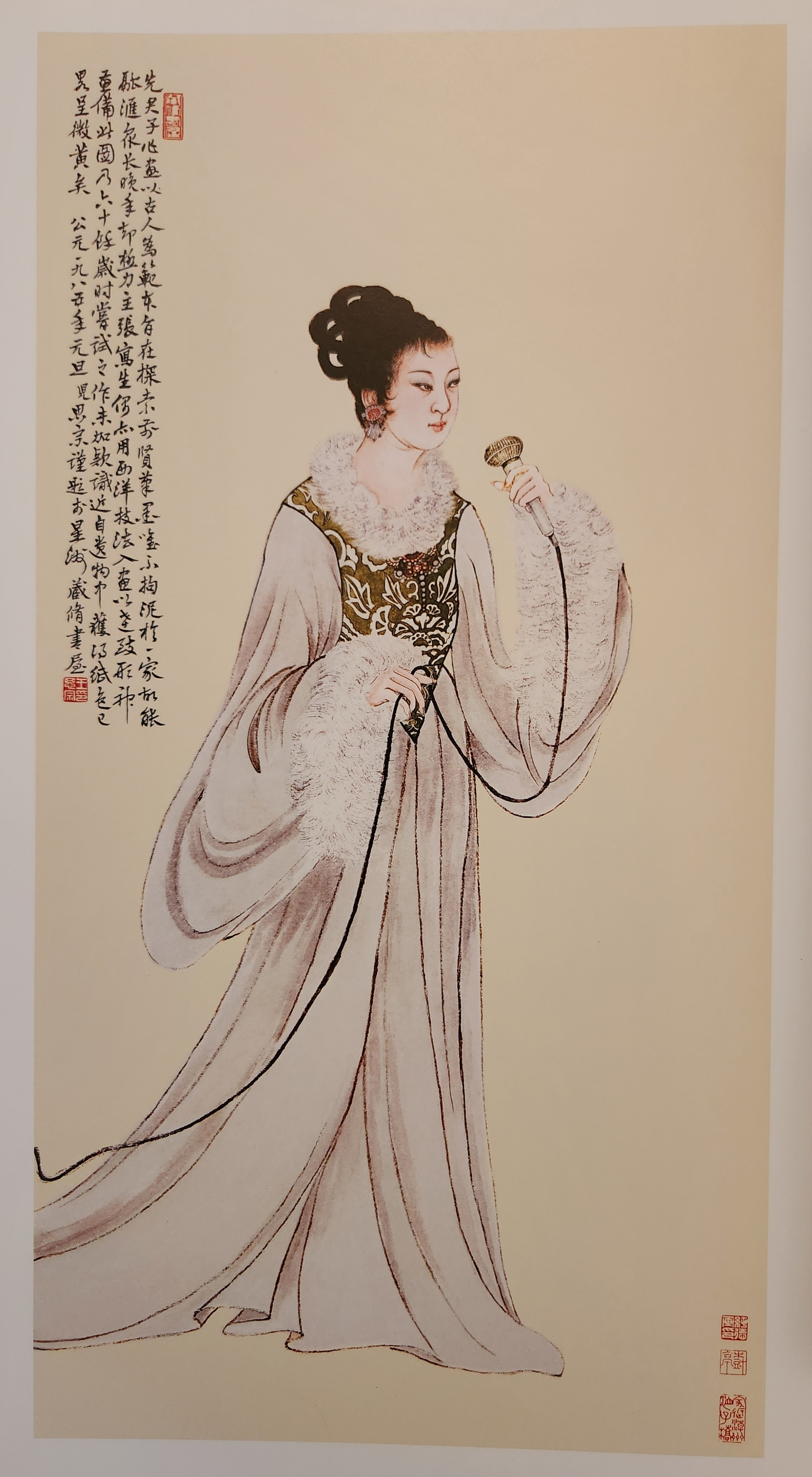
《歌伎圖》（1970年代）

### 書法
擅長瘦金體與隸書，曾以瘦金體書寫《桃花源記》全文。其隸書《朱柏廬治家格言》冊頁結構端嚴，筆法暗含趙之謙遺韻。

## 代表作品
- 《桃花源圖》（1972年）
- 《黑猿蒼松圖》（1972年）
- 《隸書朱柏廬治家格言冊頁》

## 評價與影響
臺灣篆刻家王漸翁題辭讚其「丹青不朽，永示後人」，2001年新加坡布萊德嶺聯絡所舉辦新加坡先驅畫家書畫展，家人將其作品示出參展後，方受廣泛關注。